# Punrunata femoralis
Punrunata femoralis is een hooiwagen uit de familie Gonyleptidae.